# Krupoderînți, Orjîțea
Krupoderînți (în ucraineană Круподеринці) este o comună în raionul Orjîțea, regiunea Poltava, Ucraina, formată numai din satul de reședință.

## Demografie
Componența lingvistică a comunei Krupoderînți
     Ucraineană (98,93%)
     Alte limbi (0,78%)
Conform recensământului din 2001, majoritatea populației comunei Krupoderînți era vorbitoare de ucraineană (98,93%), existând în minoritate și vorbitori de alte limbi.